# Ван Обель, Флоран
Флоран ван Обель (фр. Florent van Aubel; род. 25 октября 1991, Гент, Фламандский регион) — бельгийский хоккеист на траве, нападающий клуба «Драгонс» и сборной Бельгии. Олимпийский чемпион, чемпион мира и чемпион Европы.
В 2010 году он выиграл Золотую клюшку Бельгийской хоккейной ассоциации в категории юниоров. В 2011 году он был номинирован Международной федерацией хоккея на траве на приз лучшему новичку года. Также Флоран ван Обель участвовал со своим клубом «Драгонс» в Еврохоккейной лиге. В 2012 году он также играл в Еврохоккейной лиге и занял третье место.

## Биография
Флоран ван Обель родился 25 октября 1991 года в Генте. Его родители также занимались хоккеем, и Флоран уже в четырёхлетнем возрасте начал заниматься этим видом спорта.
Ван Обель изучает коммуникацию в Брюссельском университете и живёт в Синт-Денис-Вестрем.

## Международная карьера
Он принял участие на летних Олимпийских играх 2012 года в Лондоне, где сборная Бельгии в мужском турнире не вышла из группы в основную сетку и заняла пятое место. Ван Обель стал вице-чемпионом Европы вместе с Бельгией на чемпионате Европы 2013 года в Боме. Выиграв серебряную медаль на Олимпийских играх в Рио, он стал чемпионом мира в Бхубанешваре. В 2019 году он вошёл в состав сборной Бельгии, которая на домашнем чемпионате в Антверпене завоевала титул чемпиона Европы. 25 мая 2021 года он вошёл в состав сборной на Олимпийские игры, где стал чемпионом, и на чемпионат Европы.